# Linda Perhacs

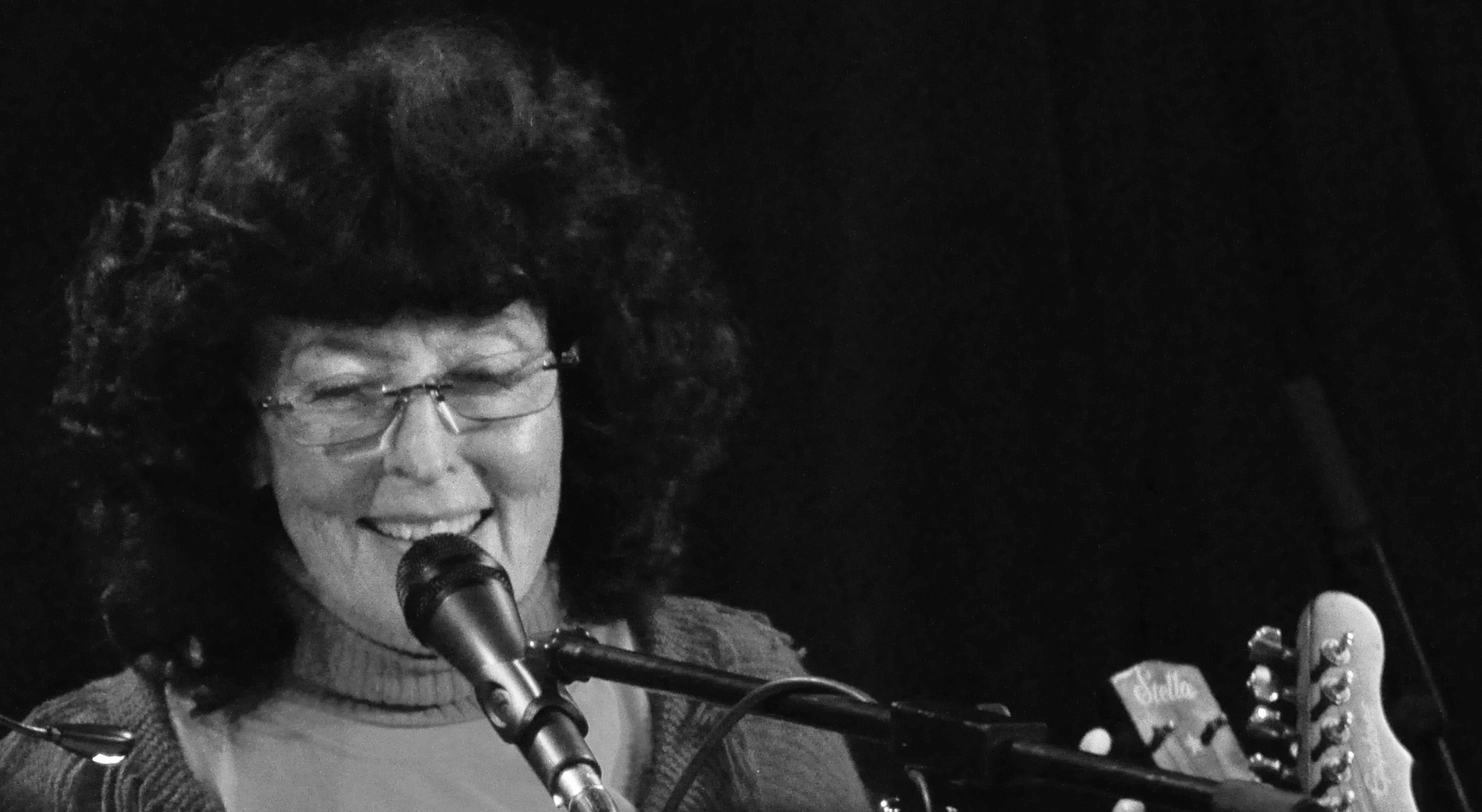
Linda Perhacs, 2014

Linda Perhacs (* 21. September 1942) ist eine US-amerikanische Singer-Songwriterin, die dem Psychedelic Folk zugerechnet wird.

## Leben
Sie absolvierte die University of Southern California und entdeckte erst 1969 als 27-Jährige ihre musikalischen Fähigkeiten, die innerhalb von neun Monaten genügend Material für eine eigene Plattenaufnahme erbrachten. Die ausgebildete Zahnhygienikerin nahm 1970 ihr erstes Album, Parallelograms, auf und kehrte danach der Musikindustrie den Rücken. Die Plattenfirma hatte aus den technisch guten Studioaufnahmen eine qualitätsarme Pressung hergestellt und sich kaum um den Vertrieb gekümmert. Parallelograms ging zur Zeit der Veröffentlichung vollkommen unter, wurde danach aber als rare Kult-Platte gehandelt, die regelmäßig Höchstpreise erzielte. Eine Wiederveröffentlichung als Remaster scheiterte zunächst daran, dass die Künstlerin unauffindbar blieb. 2005 erschien beim New Yorker Label The Wild Places eine remasterte Version, nachdem Perhacs schließlich doch noch ihre Masterbänder zur Verfügung stellte. Zudem gibt es eine koreanische Vinyl-Wiederveröffentlichung, die ebenfalls Bonus-Tracks aus dem Originalmaterial enthält.
Parallelograms erinnert entfernt an die frühe Joni Mitchell, nimmt aber dezidiert psychedelische Elemente  und an György Ligeti und Karlheinz Stockhausen anschließende Klangexperimente auf. Die Platte wird von Künstlern des New Weird America, wie Devendra Banhart, Animal Collective und Diane Cluck als wichtiger Einfluss zitiert. Unter anderem auf Daft Punk’s Electroma ist Musik von ihr enthalten. Vom Dokumentarfilmer Jeff McCarty erschien 2010 ein Kurzfilm Parallelograms, der die Musikerin Perhacs bzw. ihr Album zum Thema hatte.
Nach ihrer Wiederentdeckung begann Perhacs, ähnlich wie Vashti Bunyan nach über drei Jahrzehnten, an einem neuen Album zu arbeiten, welches 2014 erschien.

## Diskografie
Alben
- Parallelograms (1970; Kapp Records)
- The Soul Of All Natural Things (2014; Asthmatic Kitty Records)
- I'm A Harmony (2017; Omnivore)

Singles und EPs
- Children (2014; Asthmatic Kitty Records)